# Джибути на Олимпийских играх
Джибути начала участвовать в Олимпийских играх с 1984 года и с тех пор не пропустила ни одной летней Олимпиады. При этом на Олимпиаде в Афинах спортсмены Джибути были заявлены для участия, но не вышли на старт. Всего на Олимпийских играх страну представляли 35 мужчин и 6 женщин, принимавшие участие в соревнованиях по дзюдо, лёгкой атлетике, парусному спорту, плаванию и настольному теннису. Наиболее многочисленная делегация от Джибути участвовала в Олимпийских играх 1992 года (8 человек). В зимних Олимпиадах Джибути никогда не участвовала.
Единственная олимпийская медаль была завоёвана в 1988 году. Легкоатлет Ахмед Салах прибежал третьим в марафонском забеге в Сеуле.
Национальный олимпийский комитет Джибути образован в 1983 году, признан МОК в 1984 году.

## Медали

### Бронза
- 1988: Лёгкая атлетика, мужчины, марафон — Ахмед Салах

## Таблица медалей

### Летние Олимпийские игры
| Игры                | Спортсменов          | Золото               | Серебро              | Бронза               | Всего                | Место                |
| ------------------- | -------------------- | -------------------- | -------------------- | -------------------- | -------------------- | -------------------- |
| 1984 Лос-Анджелес   | 3                    | 0                    | 0                    | 0                    | 0                    | –                    |
| 1988 Сеул           | 6                    | 0                    | 0                    | 1                    | 1                    | 46                   |
| 1992 Барселона      | 8                    | 0                    | 0                    | 0                    | 0                    | —                    |
| 1996 Атланта        | 5                    | 0                    | 0                    | 0                    | 0                    | —                    |
| 2000 Сидней         | 2                    | 0                    | 0                    | 0                    | 0                    | —                    |
| 2004 Афины          | не принимала участие | не принимала участие | не принимала участие | не принимала участие | не принимала участие | не принимала участие |
| 2008 Пекин          | 2                    | 0                    | 0                    | 0                    | 0                    | —                    |
| 2012 Лондон         | 5                    | 0                    | 0                    | 0                    | 0                    | —                    |
| 2016 Рио-де-Жанейро | 7                    | 0                    | 0                    | 0                    | 0                    | —                    |
| 2020 Токио          | 4                    | 0                    | 0                    | 0                    | 0                    | —                    |
| 2024 Париж          | 1                    |                      |                      |                      |                      | ?                    |
| Итого               | Итого                | 0                    | 0                    | 1                    | 1                    |                      |

## См.также
- Список знаменосцев Джибути на Олимпийских играх
- Джибути на Паралимпийских играх
- Джибути на Универсиадах
- Джибути на юношеских Олимпийских играх
- Джибути на Африканских играх